# Ashiko
El ashiko es un instrumento musical de percusión que tiene forma de cono truncado, con una membrana en la parte más amplia del cono. Se ejecuta únicamente con las manos y es usado para acompañamientos de algunos bailes típicos. Ashiko es una palabra del oeste Africano que significa "Libertad". 
Este tambor africano está construido en madera, cuero de cabra y tensado con un sistema de anillos y soga, sus dimensiones son de 60 centímetros de alto por 26 centímetros de diámetro de parche y 13 centímetros de diámetro en la boca inferior, y se construye con una serie de tablillas (duela) afianzadas juntas para formar la cáscara o cuerpo del tambor.
Este instrumento de percusión encontrado en muchas regiones de África (Nigeria), Cuba, Haití, el Caribe, Brasil y demás países de la diáspora africana. Al igual que el bongó, las congas y otros tambores encontrados en Cuba, posee un sonido equilibrado y fuerte con un tono mantenido.
Este tambor está en el corazón de las culturas africanas. En ellas, los tambores tienen una presencia en todos los aspectos importantes de la vida : el nacimiento, la veneración de los antepasados, los ritos de pasaje, la sanación, la narraciones, la iniciación y los ritos del guerrero, el tiempo de la muerte, y también son uno de los medios de comunicación a larga distancia.